# Bockkogel (Plabutsch)
Der Bockkogel ist ein 539 m ü. A. hoher Hügel im österreichischen Bundesland Steiermark. Die Erhebung befindet sich am südöstlichen Rand der Marktgemeinde Hitzendorf unweit der Landeshauptstadt Graz.

## Lage und Umgebung
Der Bockkogel markiert den südwestlichen Abschluss des Plabutsch-Buchkogel-Zuges und liegt am Kamm zwischen Buchkogel und Florianiberg. Die Grenze zur Gemeinde Seiersberg-Pirka (Ortsteil Gedersberg) verläuft auf der Südseite des Berges, die Grazer Stadtgrenze unweit östlich der Erhebung durch die Greifgrube. Nördlich erfolgt über den Kehlbergsattel mit der Bildföhre (ca. 494 m ü. A.) der Übergang zum Buchkogel. Auf einer Lichtung am Südwesthang liegt die Ortschaft Wolfgang, nordwestlich jenseits des tief eingeschnittenen Förstlbaches Mantscha. Der bewaldete Gipfel ist von zwei Seiten aus auf unmarkierten Pfaden erreichbar und Teil des Landschaftsschutzgebiets Westliches Berg- und Hügelland von Graz (LSG-39).

## Geologie und Geomorphologie
Der Bockkogel besteht wie der gesamte Höhenzug aus devonischen Kalken und Dolomiten. An den nord- und südöstlichen Hängen tritt der für den Buchkogel-Florianiberg-Zug spezifische Komplex von Braungesteinen an die Oberfläche. Die Gesteine gehören der Rannach-Fazies innerhalb des Grazer Paläozoikums an, die gut 1,5 km südlich der Erhebung unter das Tertiär des Weststeirischen Riedellandes abtaucht. Ab dort läuft der Hügelkamm leicht abfallend über Blasenberg und Mühlriegel zur Kaiserwaldterrasse aus.
Mit den beiden Nachbarbergen Buchkogel und Florianiberg formt der Bockkogel die Umrahmung der Weblinger Bucht, die mit tonigen Ablagerungen des Tortons, Sarmats und Unterpannons gefüllt ist. Der Einschnitt des Kehlbergsattels stellt einen von mehreren quer zur Streichrichtung verlaufenden tektonischen Brüchen am Plabutsch-Buchkogel-Zug dar. West- und südseitig findet sich zwischen 490 und 530 m ü. A. eine Häufung an Dolinen, wie sie etwas höher auch am konvexen Hangprofil des Buchkogels auftritt. Eine Ausnahme bezüglich der Exposition bildet die Greifgrube, eine mächtige Lösungsdoline.

## Sage von der Greifengrube
Eine Sage aus dem späten 16. Jahrhundert erzählt von der Greifengrube (heute Greifgrube). Diese befindet sich nur 15 Gehminuten vom Florianikirchlein entfernt in einer Waldparzelle, die früher dem vulgo Schnabelhansl gehörte. Zu jener Zeit soll ein Greifenpaar in der Grube genistet und die Gegenden von Mantscha, Wolfgang und Gedersberg unsicher gemacht haben. Beinahe täglich zum Einbruch der Dämmerung und vor dem Gebetsläuten holten sich die Greife ein Stück Jungvieh von der Weide, teilweise zum Eigenverzehr, teilweise zum Füttern der Jungen. Die Gegenwehr der Bevölkerung blieb vergeblich und bald raubten die Kreaturen den Bauern die Ochsen direkt vom Pflug und von der Egge weg. Immer mehr Menschen gerieten selbst in Gefahr.
Eines Tages arbeitete eine Bäuerin noch spät auf dem Acker, da ihr Mann nicht zugegen war. Das kleine Söhnlein bekam es mit der Angst zu tun, als seine Mutter nicht nachhause kam, und lief hinaus, um nach ihr zu suchen. Da raste einer der Greife hernieder und nahm das Kind zwischen die Klauen, um es seinen Jungen zum Fraß vorzuwerfen. Die Mutter wurde Zeuge dieses Schauspiels, schrie vor Verzweiflung und rief den Heiligen Florian und alle anderen Heiligen zu Hilfe. Sie betete laut und versprach ihren Sohn der Kirche, sollte er am Leben bleiben: „Lieber Gott, wenn das Kind aus den Klauen des Untieres befreit wird, will ich es dem Dienste der Kirche weihen.“ Kaum war das Gelübde getan, ward ein schreckliches Brausen zu hören, als ob große Wassermassen vom Himmel stürzten. Der Greif stutzte, setzte den Buben am Waldrand ab und folgte den ängstlichen Schreien zurück zu seinem Nest, während Mutter und Kind nachhause eilten. Am nächsten Tag fanden beherzte Männer die Greifengrube mit Wasser gefüllt, die toten Jungtiere darin schwimmend, von den Eltern keine Spur.
Aus Dankbarkeit baten die Bauern der Umgebung den Pfarrer darum, die halb verfallene Florianikirche wieder aufzubauen, was mit finanzieller Unterstützung der Landesmutter Maria gelang. Der Bauernsohn wuchs heran und wurde zum Priester geweiht. Er erhielt den Klosternamen Florian.